# Tower Comics
Tower Comics est une maison d'édition américaine de comic books fondée en 1965 par Harry Shorten et Samm Schwartz et disparue en 1970. Sa principale publication était T.H.U.N.D.E.R. Agents de Wally Wood.

## Le concept
L'une des originalités des comics de cette maisons d'édition était d'offrir deux fois plus de pages (64 au lieu de 32 chez les concurrents) pour un prix légèrement supérieur au double (25 cents au lieu de 12 à l'époque). Ce simple petit détail permettait à volume égal de générer 4 % de chiffre d'affaires en plus. Encore fallait que la qualité soit au rendez-vous et elle le fut.
Parmi les pointures recrutées par cette filiale d'un éditeur de livres de poche on retrouvait Reed Crandall, un ancien de EC qu'on retrouvera chez Warren Publishing, Gil Kane, l'un des monstres de l'industrie des comics, Dan Adkins, l'homme à tout faire, Steve Ditko, l'un des pères de Spiderman, Russ Jones qui officiera plus tard également chez Warren et quelques autres moins connus en Europe mais presque aussi talentueux comme Len Brown, Bill Pearson ou Steve Skeates. Pour chapeauter le tout, un homme orchestre qui n'eut pas le succès qu'il méritait de son vivant mais qui est aujourd'hui reconnu comme l'un des maîtres des comics : Wallace Wood.

## Revues publiées
Le classement se fait par ordre de parution.
- Tippy Teen :24# (1965-69) dans l'esprit des BD d'Archie Comics
- T.H.U.N.D.E.R. Agents :20# (1965-69) l'univers des super-héros
- Undersea Agent : 6# (1966-67) comics d'aventures, un peu dans l'esprit des T.H.U.N.D.E.R. Agents
- Dynamo : 4# (1966-67) l'un des héros des T.H.U.N.D.E.R. Agents
- Tippy's Friends Go-Go[2]: 15# (1966-69) dans l'esprit des BD d'Archie Comics
- NoMan : 2# (1966-67) l'un des héros des T.H.U.N.D.E.R. Agents
- Fight the Enemy : 3# (1966-67) comics de guerre
- Teen-In : 4# (1968-69) dans l'esprit des BD d'Archie Comics

À ces revues, il convient d'ajouter quelques recueils reprenant en format poche des histoires déjà publiées dans les revues et remontées pour l'occasion. On notera plus particulièrement :

- Dynamo, Man of High Camp (1967)
- Menthor (1967)
- NoMan the Invisible T.H.U.N.D.E.R. Agent (1967)
- The Terrific Trio (1967)

## Détails des revues
Cette liste ne tient pas compte des reprises.

### Fight the Enemy
Cette revue de récits de guerre ne se limitait pas à la Seconde Guerre mondiale puisqu'on y trouvait aussi des histoires sur la Guerre du Vietnam alors en pleine actualité.

1er août 1966   Couverture: Mike Sekowsky/Frank Giacoia
1. Saga of the Lucky 7: "The Mission"  11 planches		Mike Sekowsky/Frank Giacoia
2. The Well in the Desert  6 planches			Jerry Grandenetti
3. When It's Time to Die  10 planches			Jerry Grandenetti
4. Secret Agent Mike Manly: "Message of Doom"  10 planches	Dick Giordano
5. Chain of Command  7 planches				José Delbo
6. Iwo Jima  6 planches					José Delbo

2 octobre 1966   Couverture: José Delbo
1. Saga of the Lucky 7: "Michel's Revenge"  12 planches	Mike Sekowsky/Frank Giacoia & Joe Giella
2. The Ace   5 planches					Frank Bolle
3. The Silent Service   8 planches			Russ Jones/Al McWilliams Russ Jones
4. Dead Wrong   9 planches				Ray Bailey
5. Mike Manly Secret Agent: "The XX119"  5 planches
6. Secret Agent Mike Manly: "Assignment in Paris"  10 planches	José Delbo
7. Green Berets   12 planches				Boris Vallejo

3 mars 1967    Couverture: Mike Sekowsky/Frank Giacoia
1. Zack Fight of the Green Berets: "The Draftee"  10 planches	Mike Sekowsky/Frank Giacoia
2. Pearl Harbor... Old Subs Never Die..."  10 planches		Mike Sekowsky/Frank Giacoia
3. The Young Ones   8 planches					Al McWilliams
4. Secret Agent Mike Manly: "Assignment in Paris"  10 planches	José Delbo
5. Lucky-7 "A Date with Alice"  10 planches			Chic Stone

### U.N.D.E.R.S.E.A. Agents
1   Janvier 1966  Couverture: Ray Bailey
1. Sink the Carrier Gettysburg  14 planches		Ray Bailey
2. Undersea Agent Meets Dr. Fang  14 planches		Ray Bailey
3. The Adventures of Skooby Doolittle  9 planches	Ray Bailey

2   Avril 1966   Couverture: Mike Sekowsky/Frank Giacoia
1. Return of Dr. Fang  10 planches			Ray Bailey/Sheldon Moldoff
2. The Secret of the Flying Saucers  11 planches		Ray Bailey/Sheldon Moldoff
3. Double Jeopardy  11 planches				Ray Bailey/Sheldon Moldoff
4. The Richest Man in the World  11 planches		Ray Bailey/Sheldon Moldoff
5. Buried Beneath the Sea  10 planches			Mike Sekowsky/Frank Giacoia/Joe Giella

3  Juin 1966   Couverture: Mike Sekowsky/Frank Giacoia
1. To Save a King  14 planches				Ray Bailey /Steve Skeates
2. At the Mercy of Dr. Mayhem  16 planches		Ray Bailey  /Steve Skeates
3. The Panther Whales  10 planches			Mike Sekowsky/Frank Giacoia
4. The Will Warp  10 planches				Gil Kane  /Steve Skeates
5. True or False  7 planches				John Giunta  /Steve Skeates

4  Août 1966  Couverture: Gil Kane
1. Introducing Dolph  14	planches			Ray Bailey
2. To Save a Monster  13	planches			Gil Kane/Steve Skeates
3. The Haunted Shipwreck  14 planches			Ray Bailey
4. Bait-Can Caper"  10 planches				Frank Bolle/Steve Skeates

5 octobre 1966  Couverture: Gil Kane
1. Born is a Warrior  20	planches		        Gil Kane /Gil Kane
2. Death Darts from the Ocean Floor  14 planches	        Ray Bailey
3. Merman (1re partie)  10	planches		Manny Stallman
4. The Showdown on Venue (2e partie)  10 planches	Manny Stallman

6 mars 1967  Couverture: Wally Wood
1. Sink the Carrier Gettysburg  14 planches	   	Ray Bailey
2. Undersea Agent Meets Dr. Fang  14 planches		Ray Bailey
3. The Adventures of Skooby Doolittle  9 planches	Ray Bailey

### Tippy Teen
Samm Schwartz qui avait officié sur une revue dérivée d'Archie connaissait bien les ressorts dramatiques de ce genre de comics susceptible d'attirer une large clientèle de teen agers. C'est pourquoi il fut recruté même si l'une de ses créations fut U.N.D.E.R.S.E.A. Agents (voir supra). Cette héroïne s'avéra être un succès pour Tower Comics mais n'empêcha pas la faillite de la maison d'édition.

Certains épisodes furent repris en 1975 par Atlas Seabord dans une revue intitulée Vicky.

## Documentation
- (en) Tower sur la Grand Comics Database.
- (en) Mike Benton, « Tower Comics », The Comics Book in America. An Illustrated History, Dallas : Taylor Publishing Company, 1989, p. 148-149.